# Cliffortia multiformis
Cliffortia multiformis är en rosväxtart som beskrevs av August Henning Weimarck. Cliffortia multiformis ingår i släktet Cliffortia och familjen rosväxter. Inga underarter finns listade i Catalogue of Life.